# Olga Zawadzka
Olga Antonina Zawadzka z d. Bocheńska, herbu Rawicz (ur. 14 grudnia 1905, zm. 18 lipca 2008 w Szczecinku) – nauczycielka, katechetka, Sprawiedliwa wśród Narodów Świata.

## Życiorys

Herb Rawicz

Była córką Adolfa Bocheńskiego i Marii z Dunin-Borkowskich, siostrą Józefa Marii, Aleksandra i Adolfa. Jej dziadkiem był Franciszek Izydor Bocheński.
Dzieciństwo i wczesną młodość spędziła w majątku Ponikwa k. Brodów. Tam w 1932 wyszła za mąż za Aleksandra Światopełka-Zawadzkiego. Potem przeniosła się do rodzinnej miejscowości Bocheńskich, Czuszowa, gdzie mieszkała do 1939.
W czasie okupacji uchroniła przed śmiercią w obozach zagłady trzy Żydówki. Szczególna była historia małej Niny (Noe Livne), którą ocaliła z getta we Lwowie. Livne wyjechała po wojnie do Izraela i dopiero po niemal 50 latach odnalazła swoją wybawicielkę w Szczecinku. Zawadzka osiadła w tym mieście w 1959. Po wojnie mieszkała w Ustroniu Morskim, Kołobrzegu i bocheńskim Szarowie. Pracowała jako nauczycielka, a następnie katechetka. W latach 1970–1976 była członkinią zespołu redakcyjnego, który zajmował się opracowaniem programu nauki religii w szkołach oraz przygotował dwanaście tomów podręczników dla ucznia i dwanaście dla nauczyciela. Program, który współtworzyła, przez wiele lat obowiązywał w większości polskich diecezji.
W 1992 Instytut Jad Waszem odznaczył ją medalem Sprawiedliwy wśród Narodów Świata. Papież Jan Paweł II nagrodził ją medalem za długoletnią katechizację. Ponadto 19 lutego 2008 otrzymała Krzyż Komandorski Orderu Odrodzenia Polski nadany przez prezydenta Lecha Kaczyńskiego za „bohaterską postawę i niezwykłą odwagę wykazaną w ratowaniu życia (...), za wybitne zasługi w obronie godności człowieczeństwa i praw ludzkich”.
Zmarła w Szczecinku (będąc wówczas najstarszą jego mieszkanką) w rocznicę śmierci swojego brata, Adolfa.